# Campo de críquet Grainville
El Campo de críquet Grainville (en inglés: Grainville Cricket Ground) es un campo de críquet en Saint Saviour, Jersey una Dependencia de la Corona Británica. El primer partido registrado celebrado en el campo se produjo en 1988, cuando Jersey jugó el Segundo XI Hampshire. Jersey ha utilizado el espacio desde entonces y se han celebrado una serie de torneos internacionales, incluyendo partidos de la liga mundial de críquet División Cinco de 2008, que fue ganado por Afganistán, y más recientemente el Campeonato de Europa de Críquet de 2010 de la división Uno, que ganó Jersey. 